# Patrick Parizon
Patrick Parizon est un footballeur international puis entraîneur français né le 3 juin 1950 au Creusot dans le département de Saône-et-Loire. Il joue au poste d'ailier droit ou de milieu offensif de la fin des années 1960 au milieu des années 1980. Surnommé « Papa », il  est formé à l'AS Saint-Étienne et remporte avec ce club deux championnats de France en 1968 et 1970 ainsi qu'une coupe de France en 1970. 
Il évolue ensuite dans quatre autres clubs de division 1, le Troyes AF, le Lille OSC, le FC Sochaux et le Stade brestois. Il termine sa carrière professionnelle en division 3 avec les Chamois niortais FC où il commence sa carrière d'entraîneur. Patrick Parizon compte trois sélections en équipe de France pour un but marqué.
Il dirige pendant quatre ans les Chamois Niortais qu'il fait monter en division 1 puis entraîne notamment le FC Martigues et deux sélections nationales, la Côte d'Ivoire et de l'ile Maurice. En 2005, il est recruté par le SM Caen, qui recherche un entraîneur diplômé pour seconder Franck Dumas, officiellement manager. À la suite de la relégation du club en Ligue 2 en 2009, le club normand se sépare de lui et il prend sa retraite.

## Biographie

### Joueur
Patrick Parizon commence le football à huit ans au sein de l'US Blanzy-Montceau, club de la ville de Montceau-les-Mines. Il est repéré par l'entraîneur de l'AS Saint-Étienne, Jean Snella, lors d'un match de la sélection des cadets de Bourgogne à Geoffroy Guichard. Malgré des propositions provenant du Stade de Reims et de l'Olympique lyonnais, il rejoint les « Verts » en juin 1967 pour 734 francs de salaire mensuel.
Sélectionné en équipe de France juniors par Georges Boulogne, alors qu'il n'est que cadet, il dispute avec ses coéquipiers, notamment Serge Chiesa, Christian Dalger et Daniel Leclercq, le championnat d'Europe juniors en 1968. Les Français atteignent la finale du tournoi, qui se dispute en France, mais s’inclinent en finale, à Cannes, face à la Tchécoslovaquie sur le score de deux buts à un. La même année, Albert Batteux, l'entraîneur stéphanois, lui fait jouer son premier match avec l'équipe première lors de la trente-cinquième journée du championnat, le 14 juin 1968, face au Lille OSC. La rencontre s'achève sur la victoire des Stéphanois trois buts à zéro. Les « Verts » remportent le titre avec onze points d'avance sur le second l'OGC Nice.
L'année suivante, il effectue son service militaire au sein du Bataillon de Joinville qui dispute sous le nom de Paris-Joinville le championnat de France de division 2. Le club termine 19e du championnat, Patrick Parizon dispute vingt-cinq matchs pour deux buts marqués. De retour à l'AS Saint-Étienne, il marque son premier but avec les Verts, le 30 novembre 1969, lors de la seizième journée du championnat face à l'US Valenciennes-Anzin. Les Stéphanois remportent le titre de champion avec onze points d'avance sur l'Olympique de Marseille et possède la meilleure attaque et la meilleure défense de la Division 1. En Coupe de France, les Stéphanois battent en finale le FC Nantes cinq buts à zéro. Le premier but est marqué par Parizon sur une passe de Georges Bereta à la vingt-sixième minute à trois jours de ses vingt ans. Les « Verts » réalisent ainsi leur second doublé coupe-championnat de leur histoire. Cette saison-là, Il est également finaliste du Challenge des champions face à l'OGC Nice, les Niçois l'emporte deux buts à zéro.
Les années suivantes, son temps de jeu augmente progressivement mais Robert Herbin, le nouvel entraîneur stéphanois, ne compte pas sur lui pour la saison 1973-1974. Il apprend son transfert au Troyes AF, promu en Division 1, par télégramme alors qu'il est en vacances à Saint-Jean-de-Luz. Avec les Troyens, il termine dix-septième du championnat en 1974, il dispute la totalité des rencontres et marque sept buts. Il est alors appelé en équipe de France B par Ştefan Kovács, le 20 novembre 1973, pour affronter le Cercle Bruges KSV. Les deux équipes se séparent sur un match nul un but partout. Il est transféré au Lille OSC en décembre 1974.
Ses bonnes performances sous le maillot troyen puis lillois lui valent d'être sélectionné par Ştefan Kovács en équipe de France. Il débute sous le maillot bleu, le 26 mars 1975, face à la Hongrie. Patrick Parizon entre en jeu à la soixantième minute, en remplacement d'Hervé Revelli, et marque le second but français trois minutes plus tard. Titulaire le match suivant face au Portugal, il connait sa dernière sélection contre l'Islande en match qualificatif du championnat d'Europe. En championnat, les Lillois terminent 13e en 1975 puis en 1976. Lors de cette saison, il connaît sa dernière apparition dans le groupe France dirigé par Michel Hidalgo. Il reste cependant sur le banc, lors de la rencontre amicale disputée contre la Pologne.
Le LOSC est relégué en 1977 et, il s'engage alors avec le FC Sochaux. Après deux saisons en milieu de tableau, il est vice-champion de France en 1980 avec les Sochaliens. Patrick Parizon quitte alors le club et rejoint le Brest Armorique FC qui vient d'être relégué en division 2. Les Brestois remontent immédiatement et remportent le titre de champion de France de division 2 face au Montpellier PSC sur le score de cinq buts à deux sur les deux matchs. Titulaire l'année suivante en Division 1, il perd sa place dans l'effectif brestois lors de la saison 1982-1983.
Il est alors approché par René Hauss, le manager général sochalien, pour devenir entraîneur des Lionceaux en 1985 à la place de Silvester Takač. En attendant, il signe un contrat au CS Thonon en Division 2 où il dispute trente-cinq matchs pour trois buts marqués. En fin de saison, le FC Sochaux renonce à l'engager et il signe alors un contrat d'entraîneur-joueur avec les Chamois niortais, club de division 3. Les Niortais remportent le groupe Centre-Ouest avec quatre points d'avance sur Angoulême FC et, atteignent pour la première fois de leur histoire le niveau professionnel. Patrick Parizon met fin à sa carrière de joueur sur ce succès, et ne se consacre alors plus qu'à l'entraînement.

### Entraîneur
Les Chamois niortais terminent, sous la direction de Patrick Parizon, cinquième de leur groupe pour leur première saison professionnelle. La seconde saison, le club reste invaincu lors des dix-sept premiers matchs de championnat et remporte en fin de saison le groupe A de division 2. En finale des groupes, les Chamois s'inclinent, quatre à un sur les deux rencontres, face au Montpellier PSC. Pour leur première saison en division 1, les joueurs de Parizon terminent dix-huitième du championnat et doivent passer par les barrages pour conserver leur place dans l'élite. Les Niortais s'inclinent face au Stade Malherbe Caen, sur le score de quatre buts à un sur les deux matchs, et redescendent alors en Division 2. Le retour à cet échelon s'avère difficile et à la suite d'une nouvelle défaite, Patrick Parizon est limogé le 7 novembre 1988.
Il devient entraîneur la saison suivante du FC Grenoble autre club de Division 2. Le club termine seizième du groupe A et se retrouve relégué en division 3. Patrick Parizon reste entraîneur du club et parvient à le faire remonter à l'échelon supérieur l'année suivante en terminant deuxième du groupe Sud. Il rejoint alors le Sporting Melun-Dammarie 77 en Division 3 et parvient à faire monter le club en Division 2. Le club n'ayant pas payé ses joueurs depuis plusieurs mois et étant en déficit, la DNCG refuse cependant l'accession et Parizon quitte alors le club.
En 1992, il est engagé par le Amiens SC, club évoluant en Division 2. Le club termine douzième du championnat à 1 point du FC Gueugnon, premier non relégable, et descend à l'échelon inférieur en raison du passage à la poule unique de Division 2. Il parvient à faire remonter le club l'année suivante en terminant second du groupe A de Division 3. Le FC Rouen, club de National 1, qui vient de se séparer de son entraîneur Jean-Paul Rabier, l'engage en septembre 1994. Le club termine sixième du championnat mais est relégué en raison de problèmes financiers.
Après un an d'inactivité, il est recruté, le 3 mars 1996, par le FC Martigues alors vngtième de Division 1. Sous ses ordres, le club est invaincu jusqu'à la fin du championnat mais ne peut cependant éviter la descente. Pour son retour en Division 2, le FCM termine troisième du championnat, après avoir été champion d'automne. La saison suivante, le club qui a perdu de nombreux titulaires dont Éric Durand, Frédéric Mendy et Guillaume Bouisset, est relégué en National en terminant vingt-et-unième sur vingt-deux. Maintenu à son poste malgré la relégation, il est démis de ses fonctions en septembre 1998.
Patrick Parizon est choisi comme sélectionneur de la Côte d'Ivoire le 24 mars 2000. Les Ivoiriens éliminent le Rwanda en phase préliminaire mais, après un nul face à la Tunisie en groupe éliminatoire de la coupe du monde 2002, il démissionne de son poste en décembre 2000,. Après plus d'un an sans emploi, il est choisi comme sélectionneur de l'Ile Maurice en mars 2002. À la suite d'une lourde défaite sept buts à zéro face l'Égypte, il est licencié par la fédération mauricienne le 14 juin 2003.
Patrick Parizon revient alors en France et signe au Paris FC, club de CFA en 2004 avec pour objectif la montée en National pour l'année suivante. Après une seule victoire en dix rencontres de championnat, il est licencié par les dirigeants parisiens. En juin 2005, il est choisi par les dirigeants du Stade Malherbe Caennais pour assurer la fonction d'entraîneur en collaboration avec Franck Dumas, manager sportif proche du terrain et Patrice Garande, entraîneur adjoint. Les Caennais terminent quatrième et ratent, à la différence de but, la montée en Division 1 en fin de saison. Le triumvirat mis en place par les dirigeants fonctionne cependant parfaitement. Parizon déclare « Franck (Dumas), c'est le boss ! Moi, c'est le terrain, je prépare les séances d'entraînement. Cette triplette ne pose pas de souci dans la mesure où chacun a un rôle bien défini. On fonctionne un peu à l'anglaise. Dans un milieu où il y a beaucoup de pression, ça permet de la partager ». Le club réussit à remonter en 2007 en terminant vice-champion de Ligue 2. Onzième pour son retour en Ligue 1, le club caennais est relégué la saison suivante en Ligue 2 et Patrick Parizon voit, le 6 juin 2009, son contrat non renouvelé par les dirigeants.
Le Stade de Reims envisage alors de le recruter pour diriger l'équipe en collaboration avec Régis Brouard mais les dirigeants choisissent finalement Marc Collat pour diriger le club. Patrick Parizon prend alors sa retraite.

## Palmarès
En tant que joueur Patrick Parizon remporte le titre de champion de France en 1968 et 1970 avec l'AS Saint-Étienne. Il est aussi vice-champion de France en 1971. Il remporte également avec le club stéphanois la coupe de France en 1970 et, est finaliste du Challenge des champions en 1970.
Avec le FC Sochaux, il termine vice-champion de France en 1980 et, avec le Brest FC, il remporte le titre de champion de France de division 2 en 1981.
Sous les couleurs des Chamois niortais, il remporte, en tant qu'entraîneur-joueur, le groupe centre-ouest du championnat de France de division 3  en 1985.
Il compte trois sélections pour un but inscrit en équipe de France et deux sélections en équipe de France B. Avec l'équipe de France juniors, il est vice-champion d'Europe des moins de 19 ans en 1968.
Comme entraîneur, il termine, toujours avec les Chamois niortais, vice-champion de France de division 2 en 1987. Il est également vice-champion de Ligue 2 en 2007 avec le Stade Malherbe Caennais en tant que coentraîneur.

## Statistiques
Le tableau ci-dessous résume les statistiques en match officiel de Patrick Parizon durant sa carrière de joueur professionnel,,,.
| Saison                | Club                   | Championnat           | Championnat | Championnat | Coupe(s) nationale(s) | Coupe(s) nationale(s) | Supercoupe | Supercoupe | Compétition(s) continentale(s) | Compétition(s) continentale(s) | Compétition(s) continentale(s) | Finale D2 | Finale D2 | Sélection | Sélection | Sélection | Total | Total |
| Saison                | Club                   | Division              | M.          | B.          | M.                    | B.                    | M.         | B.         | Comp.                          | M.                             | B.                             | M.        | B.        | Équipe    | M.        | B.        | M.    | B.    |
| 1967-1968             | AS Saint-Étienne       | Division 1            | 1           | 0           | -                     | -                     | -          | -          | -                              | -                              | -                              | -         | -         | -         | -         | -         | 1     | 0     |
| 1968-1969             | Paris-Joinville (prêt) | Division 2            | 25          | 2           | 1                     | 0                     | -          | -          | -                              | -                              | -                              | -         | -         | -         | -         | -         | 26    | 2     |
| 1969-1970             | AS Saint-Étienne       | Division 1            | 12          | 2           | 10                    | 2                     | 1          | 0          | -                              | -                              | -                              | -         | -         | -         | -         | -         | 23    | 4     |
| 1970-1971             | AS Saint-Étienne       | Division 1            | 28          | 2           | 4                     | 0                     | -          | -          | C1                             | 1                              | 0                              | -         | -         | -         | -         | -         | 33    | 2     |
| 1971-1972             | AS Saint-Étienne       | Division 1            | 25          | 2           | 2                     | 0                     | -          | -          | C3                             | 2                              | 0                              | -         | -         | -         | -         | -         | 29    | 2     |
| 1972-1973             | AS Saint-Étienne       | Division 1            | 19          | 3           | 4                     | 1                     | -          | -          | -                              | -                              | -                              | -         | -         | -         | -         | -         | 23    | 4     |
| 1973-1974             | Troyes AF              | Division 1            | 38          | 7           | 3                     | 1                     | -          | -          | -                              | -                              | -                              | -         | -         | France B  | 2         | 0         | 43    | 8     |
| Juil.1974-Déc. 1974   | Troyes AF              | Division 1            | 22          | 2           | -                     | -                     | -          | -          | -                              | -                              | -                              | -         | -         | -         | -         | -         | 22    | 2     |
| Dèc.1974-1975         | Lille OSC              | Division 1            | 16          | 2           | 5                     | 3                     | -          | -          | -                              | -                              | -                              | -         | -         | France    | 3         | 1         | 24    | 6     |
| 1975-1976             | Lille OSC              | Division 1            | 36          | 7           | 5                     | 2                     | -          | -          | -                              | -                              | -                              | -         | -         | -         | -         | -         | 41    | 9     |
| 1976-1977             | Lille OSC              | Division 1            | 30          | 5           | 3                     | 1                     | -          | -          | -                              | -                              | -                              | -         | -         | -         | -         | -         | 33    | 6     |
| 1977-1978             | FC Sochaux             | Division 1            | 24          | 0           | 4                     | 0                     | -          | -          | -                              | -                              | -                              | -         | -         | -         | -         | -         | 28    | 0     |
| 1978-1979             | FC Sochaux             | Division 1            | 25          | 4           | 1                     | 0                     | -          | -          | -                              | -                              | -                              | -         | -         | -         | -         | -         | 26    | 4     |
| 1979-1980             | FC Sochaux             | Division 1            | 35          | 5           | 4                     | 0                     | -          | -          | -                              | -                              | -                              | -         | -         | -         | -         | -         | 39    | 5     |
| 1980-1981             | Brest FC               | Division 2            | 28          | 4           | 2                     | 0                     | -          | -          | -                              | -                              | -                              | 2         | 0         | -         | -         | -         | 32    | 4     |
| 1981-1982             | Brest FC               | Division 1            | 37          | 2           | 5                     | 1                     | -          | -          | -                              | -                              | -                              | -         | -         | -         | -         | -         | 42    | 3     |
| 1982-1983             | Brest FC               | Division 1            | 10          | 1           | -                     | -                     | -          | -          | -                              | -                              | -                              | -         | -         | -         | -         | -         | 10    | 1     |
| 1983-1984             | CS Thonon              | Division 2            | 35          | 3           | 5                     | 0                     | -          | -          | -                              | -                              | -                              | -         | -         | -         | -         | -         | 40    | 3     |
| 1984-1985             | Chamois niortais       | Division 3            | 30          | 4           | 1                     | 0                     | -          | -          | -                              | -                              | -                              | -         | -         | -         | -         | -         | 31    | 4     |
| Total sur la carrière | Total sur la carrière  | Total sur la carrière | 476         | 56          | 59                    | 11                    | 1          | 0          | -                              | 3                              | 0                              | 2         | 0         | -         | 5         | 1         | 546   | 68    |